# Sclerocactus intertextus
Sclerocactus intertextus ist eine Pflanzenart in der Gattung Sclerocactus aus der Familie der Kakteengewächse (Cactaceae). Englische Trivialnamen sind „Chihuahua Pineapple Cactus“, „Early Bloomer Cactus“, „Interlacing Spine Cactus“ und „White-Flowered Viznagita“.

## Beschreibung
Sclerocactus intertextus wächst einzeln mit kugelförmigen bis etwas zylindrischen, von der Bedornung verdeckten Trieben, die bei Durchmessern von 4 bis 7,5 Zentimetern Wuchshöhen von 5 bis 15 Zentimetern erreichen. Es sind 11 bis 13  Rippen vorhanden, die deutlich in 6 bis 9 Millimeter lange Höcker gegliedert sind. Die 4 im Querschnitt elliptischen Mitteldornen sind etwas rosafarben oder gräulich und sind 1,2 bis 4 Zentimeter lang. Der oberen drei von ihnen sind aufwärts gerichtet. Die 13 bis 25 ausgebreiteten, nur wenig gebogenen Randdornen sind weißlich und 0,9 bis 2 Zentimeter lang.
Die breit trichterförmigen, rosafarbenen oder etwas rosaweißen Blüten sind 2 bis 3 Zentimeter lang und erreichen Durchmesser von 2,5 bis 3 Zentimetern. Die grünen Früchte sind kugelförmig.

## Verbreitung, Systematik und Gefährdung
Sclerocactus intertextus ist in den Vereinigten Staaten in den Bundesstaaten Arizona, New Mexico und Texas sowie in den mexikanischen Bundesstaaten Sonora, Chihuahua und Coahuila verbreitet.
Die Erstbeschreibung als Echinocactus intertextus erfolgt 1856 durch George Engelmann. Nigel Paul Taylor stellten die Art 1987 in die Gattung Sclerocactus. Weitere nomenklatorische Synonyme sind Echinomastus intertextus (Engelm.) Britton & Rose (1922), Thelocactus intertextus (Engelm.) W.T.Marshall (1947), Neolloydia intertexta (Engelm.) L.D.Benson (1969) und Pediocactus intertextus (Engelm.) Halda (1998).
Es werden folgende Unterarten unterschieden:
- Sclerocactus intertextus subsp. dasyacanthus (Engelm.) N.P.Taylor
- Sclerocactus intertextus subsp. intertextus

In der Roten Liste gefährdeter Arten der IUCN wird die Art als „Least Concern (LC)“, d. h. als nicht gefährdet geführt.

## Nachweise